# Karine Sergerie
Karine Sergerie (Sainte-Catherine, 1º febbraio 1985) è una taekwondoka canadese.

## Palmarès

### Olimpiadi
- 1 medaglia:
  - 1 argento (Pechino 2008 nei 67 kg)

### Mondiali
- 4 medaglie:
  - 1 oro (Pechino 2007 nei pesi leggeri)
  - 1 argento (Garmisch 2003 nei pesi leggeri)
  - 2 bronzi (Madrid 2005 nei pesi piuma; Gyeongju 2011 nei pesi leggeri)

### Giochi panamericani
- 1 medaglia:
  - 1 oro (Rio de Janeiro 2007 nei 67 kg)